# Schizomavella subsolana
Schizomavella subsolana är en mossdjursart som beskrevs av Hayward och Harold Hall McKinney 2002. Schizomavella subsolana ingår i släktet Schizomavella och familjen Bitectiporidae. Inga underarter finns listade i Catalogue of Life.